# Bahnbetriebswerk Remscheid-Lennep
Das Bahnbetriebswerk Remscheid-Lennep oder kurz Bw Remscheid-Lennep, bis 1952 Bahnbetriebswerk Lennep war ein Dampflokbetriebswerk im Bereich des Maschinenamtes Wuppertal der Bundesbahndirektion Wuppertal. Das Bahnbetriebswerk befand sich seit 1893 am Bahnhof Lennep der zwischen 1868 und 1881 in Teilabschnitten fertiggestellten Bahnstrecke Wuppertal-Oberbarmen–Opladen. Es war zuständig für den Betrieb und die Reparatur der Lokomotiven, die für den Personen- und Güterverkehr auf den an Lennep angebundenen Bahnstrecken erforderlich waren. In den 1910er Jahren waren dort um die 500 Beschäftigte tätig. Es wurde als selbstständige Dienststelle zum 29. Mai 1960 durch die Deutsche Bundesbahn aufgehoben.

## Geschichte

### Aufgaben und Lage
Das Bahnbetriebswerk entstand zwischen 1889 und 1893 als Betriebswerkstätte Lennep in der bergischen Stadt Lennep und gehörte zum Einzugsbereich der preußischen Königlichen Eisenbahndirection Elberfeld, der späteren Reichsbahndirektion Elberfeld bzw. Wuppertal, dann Bundesbahndirektion Wuppertal. Der Auslöser für den Aufbau der Betriebswerkstätte in Lennep war die geplante und im Juli 1897 vollendete Verlängerung der Bahnstrecke von Rittershausen, heute Ortsteil von Wuppertal-Oberbarmen, über Lennep und Remscheid hinaus über die Müngstener Brücke und Solingen in Richtung Solingen-Ohligs. Dabei musste die mit etwa zehn Maschinen belegte Lokomotivstation am zeitweiligen Endpunkt der Strecke am Bahnhof Remscheid aufgegeben werden, die zum einen in der geplanten Trasse lag und an der räumlich auch nur ungenügende Erweiterungsmöglichkeiten bestanden. Ab Lennep waren nach der Streckeneröffnung im Jahre 1868 weitere Strecken entstanden, dazu gehörten

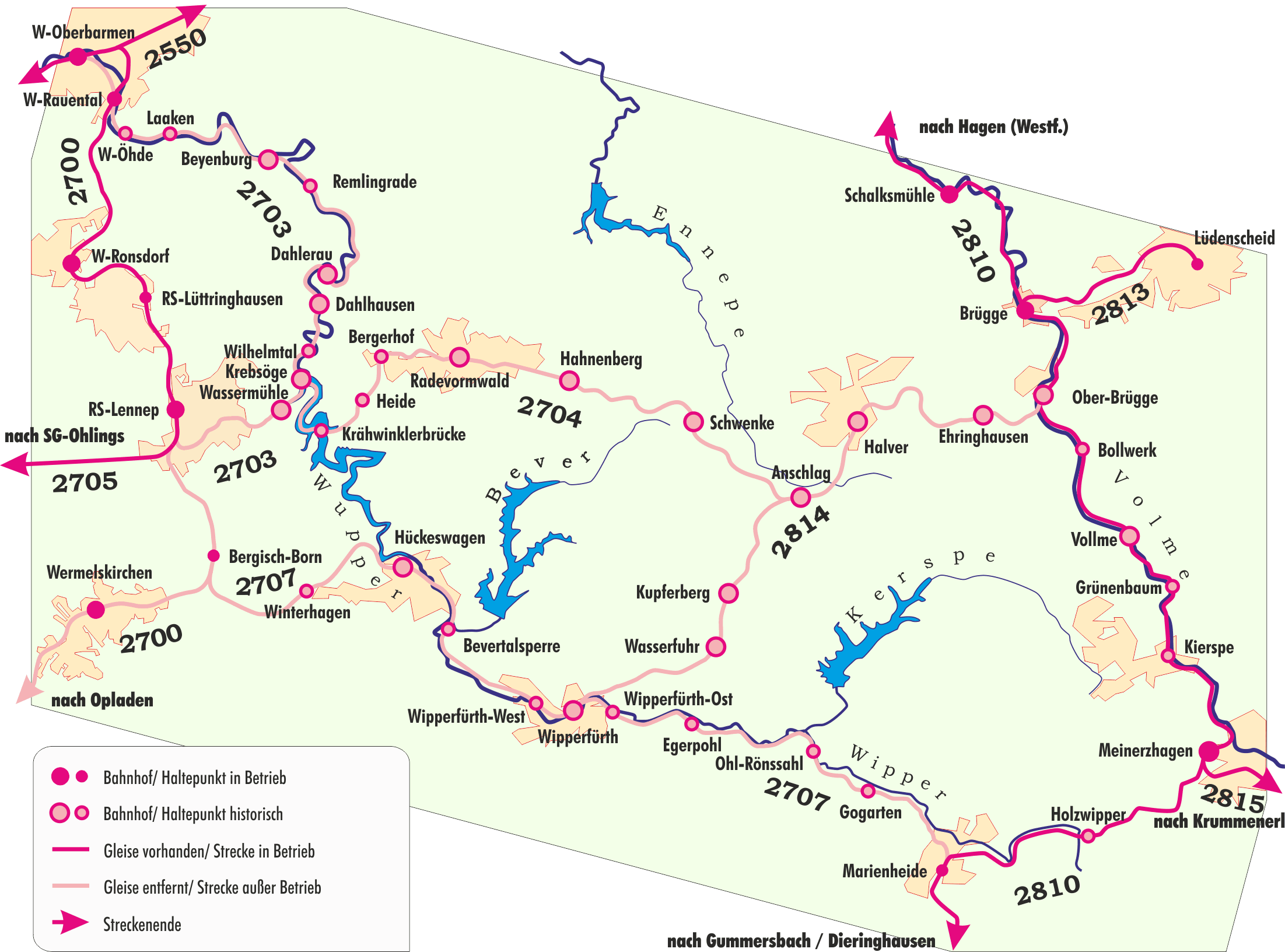
Das Eisenbahnnetz im Bergischen Land mit den für den Personenverkehr, Güterverkehr oder Tourismusverkehr betriebenen und stillgelegten Strecken

- die am 12. Mai 1876 über Bergisch Born in Richtung Hückeswagen eröffnete Strecke, ab 22. Dezember 1876 (Güterverkehr) bzw. 1. November 1877 (Gesamtverkehr) weitergeführt bis Wipperfürth, ab 15. Januar 1902 weiter bis Marienheide (Wippertalbahn) bzw. ab Wipperfürth am 30. Juni 1910 bis Anschlag und Brügge (Wuppertalbahn).
- die am 12. Mai 1876 über Bergisch Born in Richtung Wermelskirchen eröffnete und ab 15. Oktober 1881 bis Opladen geführte Strecke (Balkanexpress).
- die am 1. September 1883 über bzw. ab Remscheid nach Hasten eröffnete Strecke.
- die am 1. März 1886 nach Krebsöge eröffnete Strecke (Krebsöger Blitz), die von dort am
  - 1. Dezember 1886 bis Dahlerau, ab 1. November 1888 weiter bis Beyenburg, später bis Wuppertal-Langerfeld geführt wurde (Wuppertalbahn).
  - 3. März 1890 in entgegengesetzter Richtung bis Radevormwald, weiter ab 30. Juni 1910 bis Anschlag und Brügge geführt wurde (Wuppertalbahn).
- die ab 15. Juli 1886 über Remscheid nach Bliedinghausen geführte und nur im Güterverkehr betriebene Strecke.

Nach dem Ausbau des Streckennetzes war daher auch die für vier Maschinen der Strecken nach Krebsöge und Dahlerau ausgelegte und im März 1886 in Betrieb genommene Lokstation in Lennep nicht mehr ausreichend. Eine Reparatur in den jeweiligen Lokstationen, die meistens an den Endpunkten der jeweiligen Strecken lagen, durch Personal der Betriebswerkstätte Barmen-Rittershausen (heute Oberbarmen) war zu zeitaufwendig und teilweise wegen der vor Ort nicht vorhandenen Werkstattausrüstung unmöglich. Die gegenüber den beengten Platzverhältnissen an den bisherigen Endbahnhöfen Remscheid und später auch Solingen ebenen und einfacher zu nutzenden Flächen am Bahnhof Lennep sowie die geographische Lage am Ausgangspunkt der neuen Nebenbahnstrecken waren ausreichende Gründe für die Errichtung eines neuen Betriebswerkes in Lennep. Neben den bereits genannten Strecken war es auch für die auf der Hauptstrecke von Rittershausen (heute Wuppertal-Oberbarmen) bis Solingen-Ohligs eingesetzten Maschinen zuständig, sein Einzugsbereich endete
- auf der Wuppertalbahn in Wuppertal-Rauental (ab dort zuständig Bw Wuppertal-Langerfeld) und in Halver (ab dort zuständig Bw Brügge (Westfalen))
- auf der Strecke in Richtung Rittershausen (Oberbarmen) in Wuppertal-Rauental (ab dort zuständig Bw Wuppertal-Langerfeld)
- auf der Wippertalbahn in Holzwipper, auf dem Abzweig nach Anschlag in Hämmern (ab dort zuständig Bw Brügge (Westfalen))
- auf der Strecke in Richtung Solingen-Ohligs kurz vor dem Endbahnhof Ohligs (ab dort zuständig Bw Opladen), auf dem Abzweig Richtung Vohwinkel (Korkenzieherbahn) in Solingen-Wald (ab dort zuständig Bw Wuppertal-Vohwinkel)
- auf der Strecke Richtung Wermelskirchen und Opladen kurz vor dem Endbahnhof Opladen (ab dort zuständig Bw Opladen).

Zum Bereich des Betriebswerkes Lennep gehörten neben der bis 1897 aufgelösten Lokstation in Remscheid die nur vorübergehend eingerichtete und wenige Jahre bestehende Lokstation in Hückeswagen sowie die Lokstation in Wipperfürth, deren Nutzung mit der Betriebseinstellung auf der dort abzweigenden Strecke nach Anschlag spätestens im Jahre 1960 ebenfalls endete.
Eine Bahnmeisterei befand sich in der Nähe des Güterschuppens auf der Nordseite des Gleisfeldes.

### Bau 1889–1893
Im Jahr 1889 begannen die Bauarbeiten für die neue Betriebswerkstätte. Ab 1893 wurde ein gasbeleuchteter Ringlokschuppen mit zunächst zwölf Lokomotivstellplätzen (Ständen) an der Mittelstraße in Betrieb genommen, unmittelbar westlich der an das Empfangsgebäude grenzenden Kopfgleise für die Strecken nach Krebsöge, Opladen und Wipperfürth / Marienheide. Angebunden war er über eine Drehscheibe mit zunächst 13 m Durchmesser, außerdem entstanden noch Versorgungsanlagen (Bekohlungsanlage, Wassertank) und kleinere Nebengebäude sowie zur Unterbringung der zusätzlich notwendigen Mitarbeiter drei Wohnhäuser an der Kölner und weitere an der Lüttringhauser Straße. Direkt gegenüber von dem Lokschuppen befand sich der Güterschuppen auf der anderen Seite des Gleisfeldes. Als problematisch erwies sich besonders zu Anfang die bis zum Anschluss an das städtische Versorgungsnetz im Jahre 1902 bzw. zum Bau eines eigenen Hochbehälters bei einem zweiten, nördlichen Lokschuppen im Jahre 1908 noch auf Brunnen angewiesene Wasserversorgung. Darüber hinaus fiel die Rauchentwicklung der in den Pausen und Ruhezeiten abgestellten Maschinen besonders im nur wenig entfernten Lenneper Rathaus in der Kaiserstraße (heute Bahnhofstraße) auf, wohin der Rauch bei üblichen Wetterverhältnissen direkt zog. Pläne, dieses Problem durch die Verlagerung des Lokschuppens an das Gleisdreieck zu lösen, wurden auch wegen Ausbruchs des Ersten Weltkrieges nicht weiter verfolgt.

### Ausbau und Betrieb ab 1899
Bereits drei Jahre nach der Inbetriebnahme des Lokschuppens reichten wegen des stark gestiegenen Verkehrsaufkommens die Stellplätze nicht mehr zur Unterbringung aller zugewiesenen Lokomotiven aus. Um auch die von der Lokstation Remscheid noch zu übernehmenden Lokomotiven unterbringen zu können, wurde bis Ende 1899 der Ringlokschuppen um sechs auf 18 Stände vergrößert, insgesamt standen dann sieben Stände mit 21 m Länge und elf mit 17 m Länge zur Verfügung. Reserven bestanden keine mehr, bereits Ende 1899 war der durch weitere zugewiesene Lokomotiven auf 33 Maschinen angewachsene Maschinenbestand nicht mehr unterzubringen. Bei teilweise doppelter Belegung der Schuppengleise und offenen Schuppentoren konnten 26 Maschinen im Schuppen abgestellt werden, sieben mussten außerhalb auf einem Zufahrtsgleis abgestellt werden und waren damit auch besonders frostgefährdet.
Ab 1902 wurde das Gleisfeld des Bahnhofs umfangreich in nördlicher Richtung um Rangier- und Güterverkehrsgleise erweitert, das Gelände erforderte teilweise aufwendige Erdarbeiten. Im Rahmen dieser Erweiterung entstand von 1906 bis 1908 am nordöstlichen Ende des Gleisfeldes an der Ausfahrt Richtung Lüttringhausen ein zusätzlicher und einfach erweiterbarer Ringlokschuppen mit weiteren 14 Lokständen und vier später angelegten Freiständen. Die Zufahrt erfolgte zunächst über eine Drehscheibe mit 16 m Durchmesser, die 1932 durch eine mit 20 m Durchmesser ersetzt wurde. Platz für die Anlage eines dritten, aber nie gebauten Lokschuppens war westlich des neuen Schuppens vorgesehen. Zusätzlich entstanden ebenfalls drei Kohlenkräne, drei Wasserkräne, kleinere Nebengebäude und weitere Versorgungsbauten, darunter auch ein 175 m³ fassender Wassertank, der das leidige Problem der unzureichenden Wasserversorgung lösen sollte. Zwei Schuppengleise wurden bereits nach kurzer Zeit zu einem Werkstattbereich umgebaut. Die Drehscheibe vor dem Lokschuppen an der Mittelstraße war spätestens zu diesem Zeitpunkt durch eine mit 16 m Durchmesser ersetzt worden.
Kurze Zeit später wurden auch die Gleise zwei und drei im bereits vorhanden, etwa 700 m entfernt auf der anderen Seite des Gleisfeldes liegenden Schuppen in der Mittelstraße zur Behandlung von Akkutriebwagen vom Typ Wittfeld umgebaut. Die Akkutriebwagen kamen ab 1909 auf den Strecken Richtung Wermelskirchen und Wipperfürth in den verkehrsschwachen Zeiten zum Einsatz. Dort wurde auch am Schuppengleis eins die Ladeanlage für die Akkumulatoren installiert.
Die zeitweise für etwa 6.300 t (Stand: 1910) Lokomotivkohle vorzusehenden Lagermöglichkeiten waren nicht dem doch erheblichen Verbrauch angemessen, ließen sich aber zu vertretbaren Kosten auch nicht ausreichend erweitern. Negativ wirkte sich auch aus, das Lennep für die Versorgung mit Raumheiz- und Werkskohle der in seinem Einzugsbereich liegenden Lokstationen und Bahnhöfe zuständig war. Der Ausbau des Betriebswerkes war spätestens 1914 weitgehend abgeschlossen. Danach entstand noch eine Besandungsanlage und im Jahre 1923 eine Auswaschanlage am neuen Lokschuppen. Im Laufe der Zeit wurde auch die nur einfachsten Ansprüchen genügenden Aufenthalts- und Unterkunftsräume sowie die Sanitäranlagen für die Mitarbeiter kritisiert, so standen in den 1910er Jahren den etwa 500 Beschäftigten lediglich vier Wannen- und Brausebäder zur Verfügung. Der Ausbau der Verwaltungs- und Sozialräume ging nur langsam voran und dauerte bis in die 1930er Jahre, als auch ein heute noch in Teilen erhaltenes Kesselhaus für eine Zentralheizung entstand und Luftschutzräume im Verwaltungsgebäude angelegt wurden. Eine bahneigene Kantine gab es jedoch nie in Lennep.
Die beiden ersten Lokomotiven der Baureihe 62 wurden von 1928 bis 1932 durch das Betriebswerk Lennep eingesetzt und mussten dann an das Betriebswerk Düsseldorf abgegeben werden, wo auch die anderen 13 bereits 1928 fertiggestellten Maschinen „fabrikneu“ zum Einsatz kamen. Eingesetzt wurden alle Maschinen weiterhin auf der Strecke Düsseldorf-Solingen-Remscheid-Wuppertal-Düsseldorf.
In Lennep war zeitweise ein Gerätewagen (1899– mind. 1941) für einen Hilfszug stationiert, auch ein Schneepflug gehörte zum Bestand. Im Februar und März 1945 wurden mehrere Gebäude und im Bahnhofsbereich abgestellte Wagen (82 Personen- und 150 Güterwagen) bei mehreren Luftangriffen beschädigt, das Kesselhaus und die Pumpanlage vollständig zerstört. Auch der Lokschuppen am Bahnhof an der Mittelstraße war beschädigt worden. Er wurde nicht wiederaufgebaut und bis 1954 abgebrochen. Die meisten Strecken konnten ab Juni 1945 wieder befahren werden. Im Oktober 1947 kam es im Bahnhof infolge eines Montagefehlers zu einem für die beiden auf einer T 14 eingesetzten Mitarbeiter tödlichen Unfall. Im August 1949 waren 229 Mitarbeiter für 22 stationierte Lokomotiven zuständig, der Kohleverbrauch war seit 1947 von einem täglichen Verbrauch von 38 t auf täglich 48 t gestiegen. Der Maschinenbestand blieb bis zur Auflösung des Betriebswerkes als selbstständige Dienststelle etwa konstant.

### Nach Auflösung der selbständigen Dienststelle 1960
Am 29. Mai 1960 wurde das Betriebswerk Remscheid-Lennep aufgelöst und als Außenstelle dem Bahnbetriebswerk Wuppertal-Langerfeld angegliedert, das aber seinerseits ebenfalls mit der Aufnahme der elektrischen Traktion in Wuppertal zum 1. Juni 1964 als selbständige Dienststelle aufgelöst und dem Bahnbetriebswerk Wuppertal-Vohwinkel angegliedert wurde. Die Leitung für die noch tätigen Mitarbeiter in der Betriebswagenwerkstatt wurde gleichzeitig von Vohwinkel nach Langerfeld verlegt. Zum Sommerfahrplan 1964 übernahmen Dieselloks der Typen V 60 und V 100 vom Bahnbetriebswerk Wuppertal-Steinbeck die Bespannung von den bis dahin noch eingesetzten Dampflokomotiven der Typen BR 50 der Betriebswerke Vohwinkel, Dieringhausen und Düsseldorf-Derendorf, der BR 78 aus Vohwinkel und BR 86 aus Dieringhausen. Damit entfiel auch die Notwendigkeit zum weiteren Erhalt der Behandlungsanlagen des Betriebswerkes, sie wurden, wie die meisten der nun nicht mehr notwendigen Gebäude im Umfeld der beiden Lokschuppen, im Laufe der Zeit abgebrochen.
Für die Diesellokomotiven entstand mit Beginn ihres Einsatzes eine Tankstelle vor dem ehemaligen Verwaltungsgebäude des Betriebswerkes. Dort befand sich auch noch bis Mitte der 1980er Jahre die Einsatzstelle (Lokleitung) für die weiterhin ab Lennep in Richtung Opladen und Marienheide sowie die in Tagesrandlagen auf der Strecke nach Solingen und Wuppertal eingesetzten Züge und Triebwagen, die teilweise auch dort über Nacht abgestellt wurden. Mit Aufgabe des Verkehrs nach Krebsöge im Jahre 1953, nach Opladen im Jahre 1983 und des Verkehrs in Richtung Marienheide im Jahre 1986 wurde diese Funktionen entbehrlich. Die Verwaltung wurde an andere Standorte versetzt, die Tankstelle 1988 abgebrochen. Die bis zu einem Defekt noch für Triebwagen genutzte Drehscheibe war bereits 1979 mit der Umstellung des Verkehrs von den einmotorigen VT 95 auf die zweimotorigen VT 98 entbehrlich geworden und konnte verschrottet werden. Das Verwaltungsgebäude stand leer und wurde wegen Verfalls 1995 abgebrochen. Das bisher zur Ab- und Zusammenstellung von Zügen genutzte Gleisfeld wurde stark zurückgebaut.
Das Gelände westlich des Empfangsgebäudes, auf dem sich die ersten 1893 errichteten Anlagen des Betriebswerkes und die Kopfgleise für den Verkehr Richtung Opladen, Marienheide und Krebsöge befanden, wird derzeit als Parkplatz genutzt. Erhalten ist der jetzt funktionslose und nicht mehr an das Gleisnetz angebundene 1908 errichtete Ringlokschuppen nördlich des Empfangsgebäudes, der durch eine Holzgroßhandlung genutzt wird.

## Betriebswagenwerk Lennep
Östlich des zweiten, nördlich gelegenen Ringlokschuppens entstand etwa um 1910 ein Betriebswagenwerk des Maschinenamtes Elberfeld, das zunächst selbstständig war und am 1. Juni 1953 dem Bahnbetriebswerk Remscheid-Lennep angegliedert wurde. Sein Vorgänger war eine kleine Wagenwerkstatt in der Nähe des Güterschuppens, die aber bereits nach kurzer Zeit wegen zu geringer Kapazität wieder aufgegeben wurde. Das Betriebswagenwerk war um 1930 für die als Schnellreparatur bezeichneten und maximal bis zu 25 Stunden dauernden Reparaturen der etwa im Einzugsbereich des Betriebswerkes anfallenden defekten Güterwagen zuständig. Der Zuständigkeitsbereich wurde, abhängig vom Reparaturaufwand, im September 1945 bis nach Düsseldorf, Leverkusen, Hagen, Meinerzhagen, Dieringhausen und Lüdenscheid ausgedehnt. Es war zunächst für zwölf gleichzeitig auszubessernde Güterwagen ausgelegt und wurde um 1920, als bereits bis zu 35 täglich zu reparierende Wagen anfielen, auf drei Gleise erweitert und in seiner Länge um ein Drittel vergrößert. Darüber hinaus wurde es im Laufe der Zeit auch um einen Werkstattanbau und mehrere Freigleise zum Abstellen der zu reparierenden Wagen ergänzt. Nach der Angliederung an das Betriebswerk wurde im Betriebswagenwerk noch bis etwa 1976 oder 1976 Güterwagen repariert, 1981 wurden die Gebäude abgebrochen.

## Statistische Daten

### Eingesetzte Lokomotivbaureihen
| Lokomotivbaureihe         | Einsatzzeitraum                   |
| ------------------------- | --------------------------------- |
| BME-Satteltanklokomotiven | (1893 – ?)                        |
| G 3 (BR 53.70)            | (mind. 1894 (vor 1899) – 1927)    |
| G 5.1                     | (vor 1899 – mind. 1927)           |
| G 7.2                     | (~1893 ? (vor 1899) – mind. 1927) |
| G 8 (BR 55.25)            | (~1933–1945)                      |
| G 10 (BR 57)              | (1944–1960)                       |
| P 3                       | (1914)                            |
| P 8 (BR 38.10)            | (1923–1949 ?)                     |
| T 2                       | (um 1902)                         |
| T 3                       | (vor 1899 – mind. 1924)           |
| T 5                       | (~1901 – ?)                       |

| Lokomotivbaureihe              | Einsatzzeitraum                                 |
| ------------------------------ | ----------------------------------------------- |
| T 7                            | (1893 – mind. 1914)                             |
| T 8                            | (7 Jahre)                                       |
| T 9.1 / T 9.2 / T 9.3 (BR 91)  | (~1893 ? (vor 1899) – 1931/1933 (ausgemustert)) |
| T 12 (BR 74.5)                 | (1907–1955)                                     |
| T 13 (BR 92.5)                 | (1928 – ~1944)                                  |
| T 14.1 (BR 93.5)               | (1922–1949/50)                                  |
| T 18 (BR 78)                   | (1922–1960)                                     |
| BR 62                          | (1928–1932)                                     |
| BR 86                          | (1954–1960)                                     |
| Wittfeld-Akkumulatortriebwagen | (1909–1925)                                     |
| Kö / Köe                       | (1934–1947)                                     |

### Anzahl der Beschäftigten und der stationierten Lokomotiven
| Datum             | Beschäftigte Betriebswerk | Beschäftigte Betriebswagenwerk | Anzahl beheimateter Lokomotiven | Bemerkungen                                                      |
| 10. Dezember 1896 |                           |                                | 18                              |                                                                  |
| 24. Dezember 1899 |                           |                                | 33                              | 3* G 3, 6* G 5.1, 4* G 7.2, 9* T3, 11* T 9.2                     |
| 15. Januar 1901   |                           |                                | 34                              | 3* G 3, 5* G 5.1, 2* G7.2, 12* T3, 1* T5, 2* T9.1, 9* T9.2       |
| Ende 1911         |                           |                                | 39                              |                                                                  |
| März 1912         |                           |                                | 38                              | nur Tenderlokomotiven, Akkutriebwagen nicht aufgeführt           |
| 1. Juli 1933      |                           |                                | 49                              | 10* BR 74, 14* BR 78, 4* BR 91 (abgestellt), 14* BR 92, 7* BR 93 |
| 31. Dezember 1940 |                           |                                | 34                              | 2* BR 38,10, 8* BR 74, 8* BR 78, 6* BR 92, 10* BR 93             |
| 1. April 1941     | 190                       | 70                             |                                 |                                                                  |
| 23. März 1947     |                           |                                | 33                              | 1* BR 57, 12* BR 74, 9* BR 78, 8* BR 93, 2* Kö, 1* Köe           |
| 1947              | 204                       |                                |                                 |                                                                  |
| 31. August 1949   | 229                       |                                |                                 |                                                                  |
| 10. März 1953     |                           |                                | 25                              | 8* BR 57, 8* BR 74, 9* BR 78                                     |
| 1. August 1954    |                           |                                | 22                              | 8* BR 57, 7* BR 78, 7* BR 86                                     |
| 1. November 1956  |                           |                                | 22                              | 9* BR 57 (davon 1* z), 6* BR 78, 7* BR 86                        |
| 1. Juni 1958      |                           |                                | 22                              | 8* BR 57, 6* BR 78, 8* BR 86                                     |